# Diözese Peterborough

Wappen

Die Diözese Peterborough ist ein Diözese der Church of England in der Province of Canterbury. Ihr Sitz ist die Kathedrale St. Peter, St. Paul and St. Andrew in Peterborough. Bischöfin ist seit 2023 Debbie Sellin.

## Geschichte
Die Ursprünge der Kathedrale liegen in einem Kloster, das 655 gegründet wurde und zwischen 1118 und 1238 wiederaufgebaut wurde. Das Bistum war eines von sechs, welche 1539 und 1540 von Heinrich VIII. gegründet wurden. Allen diesen Diözesen war gemein, dass die Kirchen von aufgelösten Abteien als Kathedralen dienten. Neben Peterborough waren es Bristol, Chester, Gloucester, Oxford und Westminster.
Die Diözese wurde am 4. September 1541 durch ein Letters Patent Heinrichs VIII. aus Gebieten der Diözese Lincoln errichtet und ihm wurden die Soke of Peterborough, Northamptonshire und Rutland zugeordnet. Der letzte Abt, John Chambers, wurde am 23. Oktober 1541 in seiner ehemaligen Abteikirche zum ersten Bischof von Peterborough geweiht. 1927 wurden die Diözese Leicester aus Gebieten des Bistums gegründet.

## Gebiet
Die Diözese ist in zwei Archidiakonate aufgeteilt:
- Das Archidiakonat von Northampton
- Das Archidiakonat von Oakham

Sie umfasst 352 Pfarreien mit 386 Kirchen.
Die Teile der Stadt Peterborough, die südlich des Flusses Nene liegen und somit eher zur historischen Grafschaft Huntingdonshire als zum Soke of Peterborough gehörten, fallen in die Diözese Ely. Der Bischof von Peterborough wurde zum Assistenzbischof in der Diözese Ely ernannt, damit er in diesen Pfarreien, darunter Stanground, Orton, Woodston, Yaxley und Fletton, die Seelsorge ausüben kann. Thorney, historisch auf der Isle of Ely und jetzt innerhalb der Grenzen des Gebiets der einheitlichen Autorität von Peterborough, ist von dieser Vereinbarung nicht betroffen.
Dem Bischof von Peterborough ist mit dem Bischof von Brixworth seit 26. Juli 1988 ein Suffraganbischof zur Seite gestellt.